# Ilmari Pernaja
Kustaa Ilmari Pernaja (født 10. februar 1892 i Kymi (i dag Kotka), død 20. juli 1963 i Rauma) var en finsk gymnast, som deltog i OL 1912 i Stockholm.
Pernaja var en del af det finske hold, der stillede op i frit system ved OL 1912. Holdet bestod af tyve gymnaster, og i en tæt konkurrence vandt Norge med 22,85 point, mens Pernaja og Finland blev nummer to med 21,85 og Danmark nummer tre med 21,25 point.